# Tryton (fizyka)

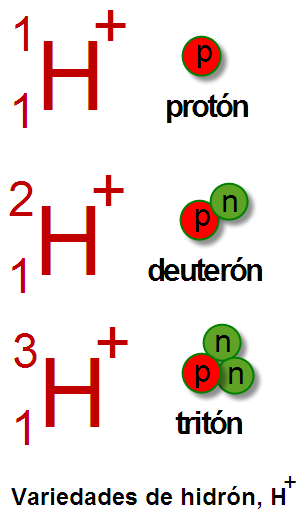
Jądro protu, deuteru i trytu

Tryton – jądro atomowe trytu, czyli promieniotwórczego izotopu wodoru oznaczane {\displaystyle {}_{1}^{3}{\hbox{H}}} lub {\displaystyle {}_{1}^{3}{\hbox{T}}.} Składa się z dwóch neutronów i jednego protonu.
Jest nietrwałe i ulega rozpadowi β− z okresem połowicznego zaniku 12,3 lat, przechodząc w jądro helu {\displaystyle {}_{2}^{3}{\hbox{He}}}:
{\displaystyle {}_{1}^{3}{\hbox{T}}\;\to \;_{2}^{3}{\hbox{He}}+e^{-}+{\overline {\nu }}_{e}}.
Liczba atomowa trytonu wynosi Z = 1, zaś liczba masowa A = 3. Tryton oznaczamy symbolem chemicznym T przyjętym w zapisach przemian jądrowych.
Trytony są wykorzystywane najczęściej w reakcjach termojądrowych z emisją neutronu (niektóre z nich są ważnym źródłem neutronów prędkich).
T + D  →  4He + n + 17,6 MeV.
Trytony stosowane są także do badania sił jądrowych, a także do syntezy termojądrowej.